# Cantone di Les Mées
Il Cantone di Les Mées è una divisione amministrativa soppressa dell'arrondissement di Digne-les-Bains.
A seguito della riforma approvata con decreto del 24 febbraio 2014, che ha avuto attuazione dopo le elezioni dipartimentali del 2015, dal 1º aprile 2015 4 comuni sono entrati a far parte del Cantone di Riez 2 del nuovo Cantone di Oraison.

## Composizione
Comprendeva 6 comuni:
- Entrevennes, poi nel Cantone di Riez
- Malijai, poi nel Cantone di Riez
- Les Mées, poi nel Cantone di Oraison
- Le Castellet, poi nel Cantone di Riez
- Oraison, poi nel Cantone di Oraison
- Puimichel, poi nel Cantone di Riez